# Komari (Kreševo)
Pour les articles homonymes, voir Komari.
Komari (en cyrillique : Комари) est un village de Bosnie-Herzégovine. Il est situé dans la municipalité de Kreševo, dans le canton de Bosnie centrale et dans la fédération de Bosnie-et-Herzégovine. Selon les premiers résultats du recensement bosnien de 2013, il compte 50 habitants.

## Histoire
Sur le territoire du village, la nécropole de Klupe abrite 25 stećci, un type particulier de tombes médiévales ; avec celle de Crkvenjak, elle est inscrite sur la liste des monuments nationaux de Bosnie-Herzégovine.

## Démographie

### Évolution historique de la population
| 1948 | 1953 | 1961 | 1971 | 1981 | 1991 | 2013 |
| ---- | ---- | ---- | ---- | ---- | ---- | ---- |
| -    | -    | 46   | 52   | 53   | 100  | 50   |

|  |